# Łeba
Łebaⓘ (em cassúbio: Łeba, em alemão: Leba) é uma cidade localizada no norte da Polônia. Pertence à voivodia da Pomerânia, no condado de Lębork, situada na costa Słowińskie, nos rios Łeba e Chełst, um balneário com um porto marítimo e praias de banho.
Estende-se por uma área de 16,6 km², com 3 029 habitantes, segundo o censo de 31 de dezembro de 2023, com uma densidade populacional de 183 hab./km².

## História
Os primeiros assentamentos à beira-mar ocorreram já no Neolítico, localizados em colinas, por exemplo, perto de Potęgowo, e até mesmo em Rowokole os arqueólogos encontraram ferramentas individuais.
A linha da costa marítima ainda é indicada pelos assentamentos fortificados localizados ali, por exemplo: Gałęzinowo, Żoruchowo, Równo, Siodłonie, Damno. Siodłonie e Damno provavelmente estavam distantes da costa do mar e fundados na margem do rio; o pré-corredor do rio ainda é visível hoje. Esses assentamentos fortificados são fortalezas defensivas do início da Idade do Bronze atribuídas à cultura lusaciana. Os povos dessa cultura construíram esses assentamentos fortificados por volta de 1000 a 400 a.C. Os pesquisadores reconstruíram um assentamento fortificado da cultura lusaciana em Biskupin.
Durante o período em que esses assentamentos fortificados levavam uma vida normal, lagos lagunares foram formados a partir da baía. A terra permanente cresceu com o tempo, mas a área ainda era dominada por pântanos.
Os godos passaram por aqui. Não muito longe da atual Łeba, em Dębina, há um círculo de pedras de seu cemitério (restam apenas três pedras desse círculo). Além disso, os cemitérios dos godos estão localizados (nas proximidades) em Grzybnica, outros em Węsiory e Odry. A permanência dos godos nessa região vai de meados do século I até o início do século III d.C.
Os godos foram embora, avançando para o sudeste. Os arqueólogos afirmam que eles deixaram para trás uma área quase despovoada — as camadas culturais desse período estão faltando. A crônica de Jordanes não apresenta isso como uma certeza, mas a população nativa partiu provavelmente com os godos em harmonia.
Durante algum tempo, houve um “encontro” de godos e eslavos na área do sudeste da Polônia. No século V, os eslavos já haviam ocupado toda a faixa costeira. Eis o que o professor Aleksander Brückner diz sobre a língua cassúbia em “História da língua polonesa” (pp. 18–19):
A língua cassúbia é um dialeto do polonês antigo, participando até mesmo do desenvolvimento linguístico tardio do polonês, e não pode ser separada do polonês; é uma ponte da língua polonesa na costa polonesa para dialetos cada vez mais distantes e, consequentemente, mais distintos, dos quais a Pomerânia, as Marcas, Meclemburgo até o rio Elba, as Velhas Marcas e Luneburgo já ressoaram, quando essas terras ainda eram eslavas; os eslavos não se extinguiram ali até os séculos XVI e XVII (...)
Łeba como um assentamento foi provavelmente fundado mais tarde do que Gardna Wielka. Os lagos Sarbsko e Łebsko se separaram e, assim, foi criado um terreno adequado para o assentamento. O assentamento foi fundado no cordão. Esse assentamento foi certamente construído por pomeranos que falavam o idioma cassúbio. Isso pode ter ocorrido já no século VIII. A lagoa era, sem dúvida, notável por sua facilidade de pesca.
A partir do século XIII, colonizadores alemães chegaram à área de Słupsk, e a primeira menção escrita de Łeba data de 1282. Muitas vezes, as construções alemãs ficavam ao lado das cassúbias. No entanto, os alemães não conseguiram se acostumar totalmente com as condições de vida em Łeba, e foi apenas sua localização estratégica na foz do rio Łeba que atraiu o interesse da Ordem Teutônica.
Aqui está o que o padre Stanisław Kujot escreveu sobre o assunto; Quem fundou .... Parte 2, Toruń 1904:

(...) Há mais uma coisa a ser observada. As paróquias fundadas na arquidiocese da Pomerânia pelos Cavaleiros Teutônicos eram, sem exceção, muito pequenas, abrangendo apenas a cidade-igreja e sua propriedade imediata, se ela fosse doada pelos Cavaleiros Teutônicos. Como vimos, não houve oportunidade de estabelecer paróquias mais extensas durante o reinado dos Cavaleiros Teutônicos, pois todas elas já haviam sido organizadas. Vimos exemplos de tais paróquias, que à primeira vista poderiam ser consideradas paróquias dos Cavaleiros Teutônicos, em Swarzewo e Chylonia, perto de Puck, em Główne e Nowe Miasto Gdansk, em Lęba, Lębork, Hamersztyn e outras (...)
Em 11 de janeiro de 1558, Łeba (hoje chamada de Velha Łeba) foi completamente destruída por uma tempestade no mar Báltico. O porto e os edifícios, incluindo a igreja, foram destruídos, e o mar em retirada abriu um novo canal do rio Łeba, cuja foz foi deslocada um quilômetro e meio para o leste. Outra grande tempestade em 1570 tranquilizou os habitantes quanto à conveniência de se mudarem para um novo local do outro lado do rio Łeba. Em meados do século XVI, uma nova cidade foi fundada com um caráter de rua. Em 1657, em virtude do Tratado de Welawsko-Bydgos, a área tornou-se um feudo de Brandemburgo e, posteriormente, foi ocupada pela Prússia. Em meados do século XIX, os primeiros visitantes de verão chegaram a Łeba. No final do século XIX, o rio foi regulado e um porto de pesca foi construído. Em dezembro de 1912, ocorreu um sismo próximo de Łeba e Smołdzino. Os danos durante a Segunda Guerra Mundial foram pequenos e, nos anos seguintes, foram construídos um centro de saúde, bares, restaurantes e um centro comunitário.
Entre 1974 e 2005, Łeba foi reconhecida pelo governo como uma cidade com condições para tratamento medicinal, de modo que as instalações de tratamento pudessem ser administradas aqui. Com base nas condições naturais, foram estabelecidas as principais orientações terapêuticas para Łeba: doenças do sistema respiratório e doenças do sistema endócrino e do metabolismo (doenças da tireoide). As indicações secundárias eram doenças musculoesqueléticas e reumáticas, bem como a indicação médico-climática. A “Fazenda Estatal de Pesca Łeba” funcionava em parte da aldeia.

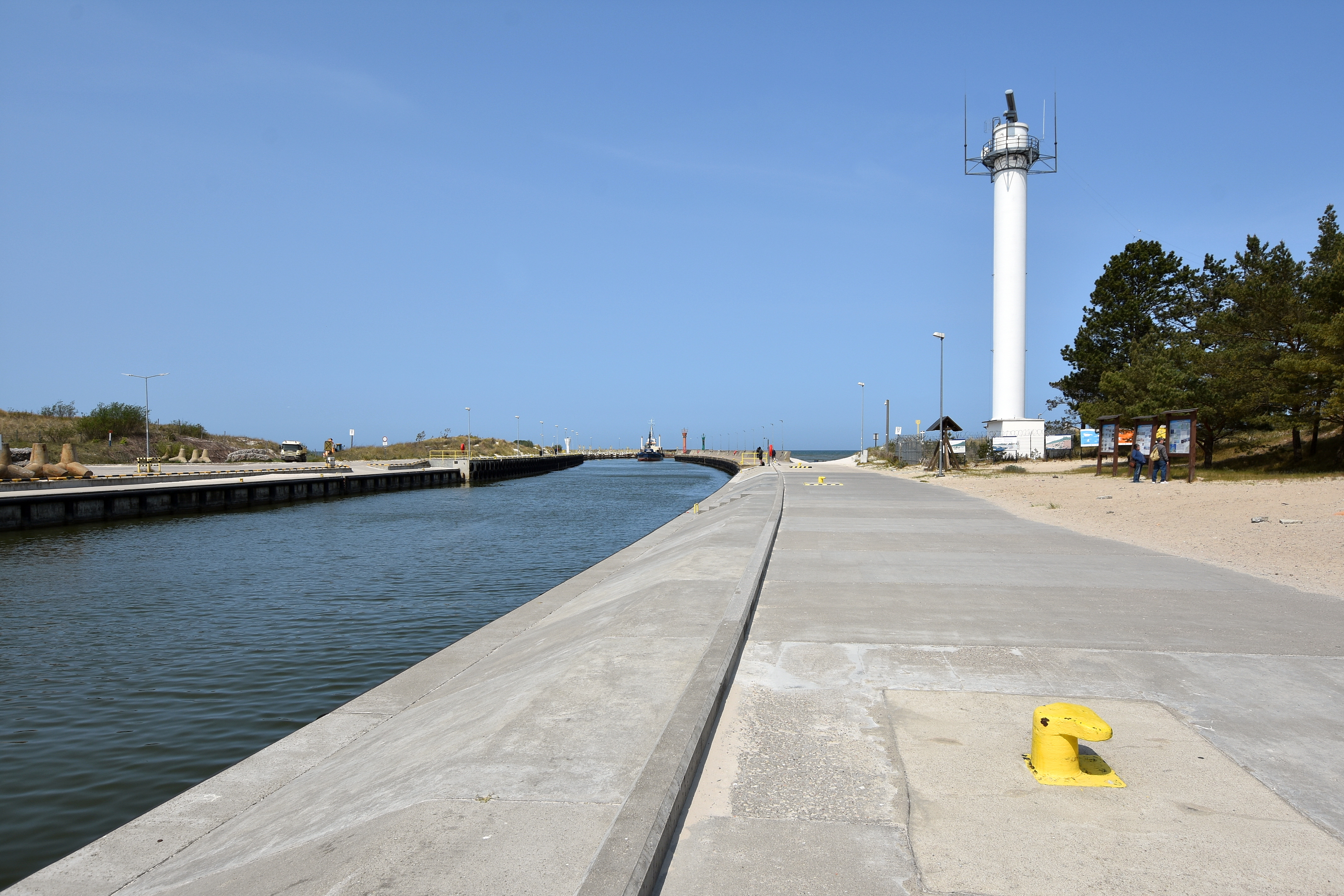
Porto de Łeba
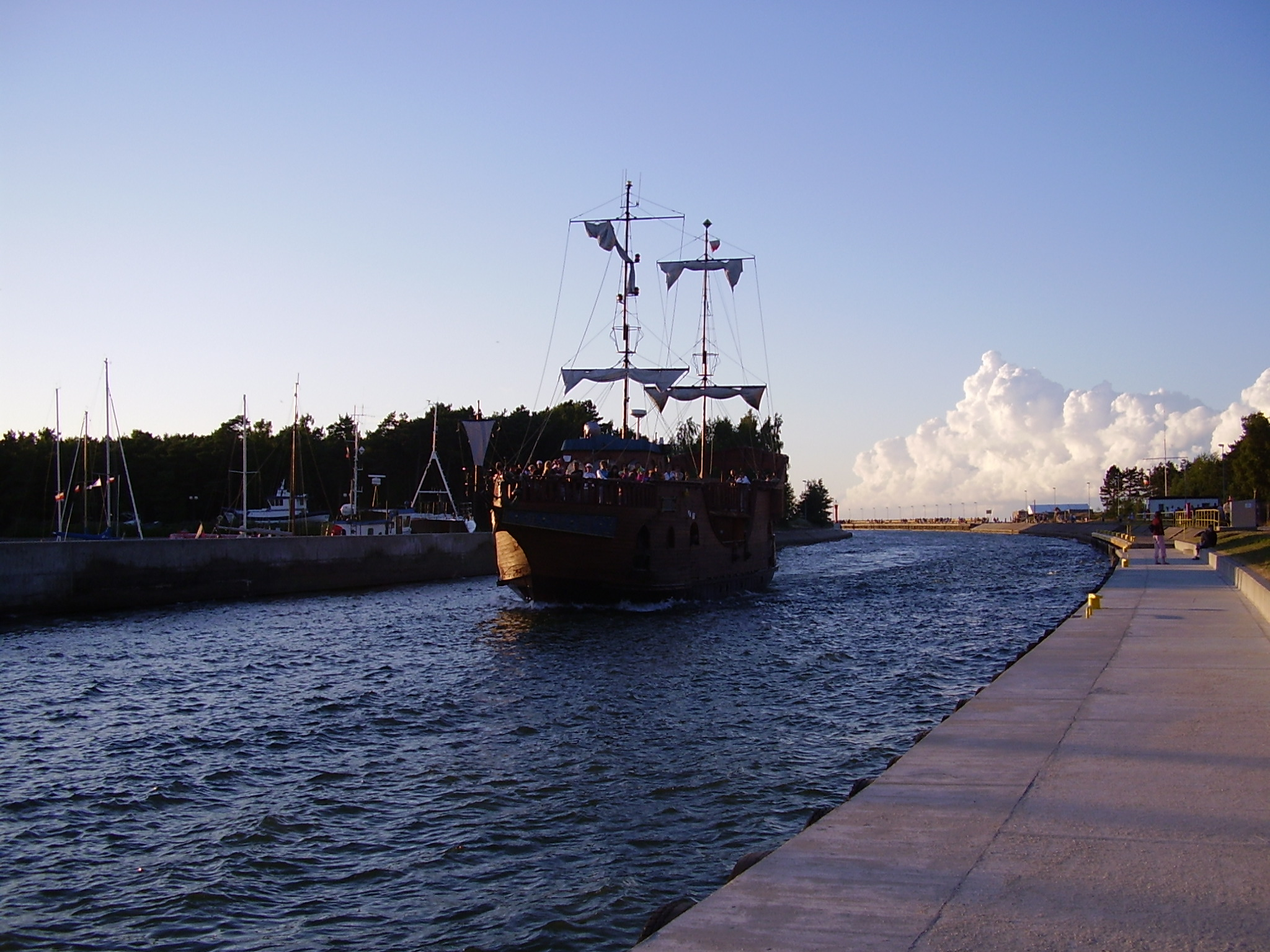
Navio de cruzeiro “Arno I” entra no porto
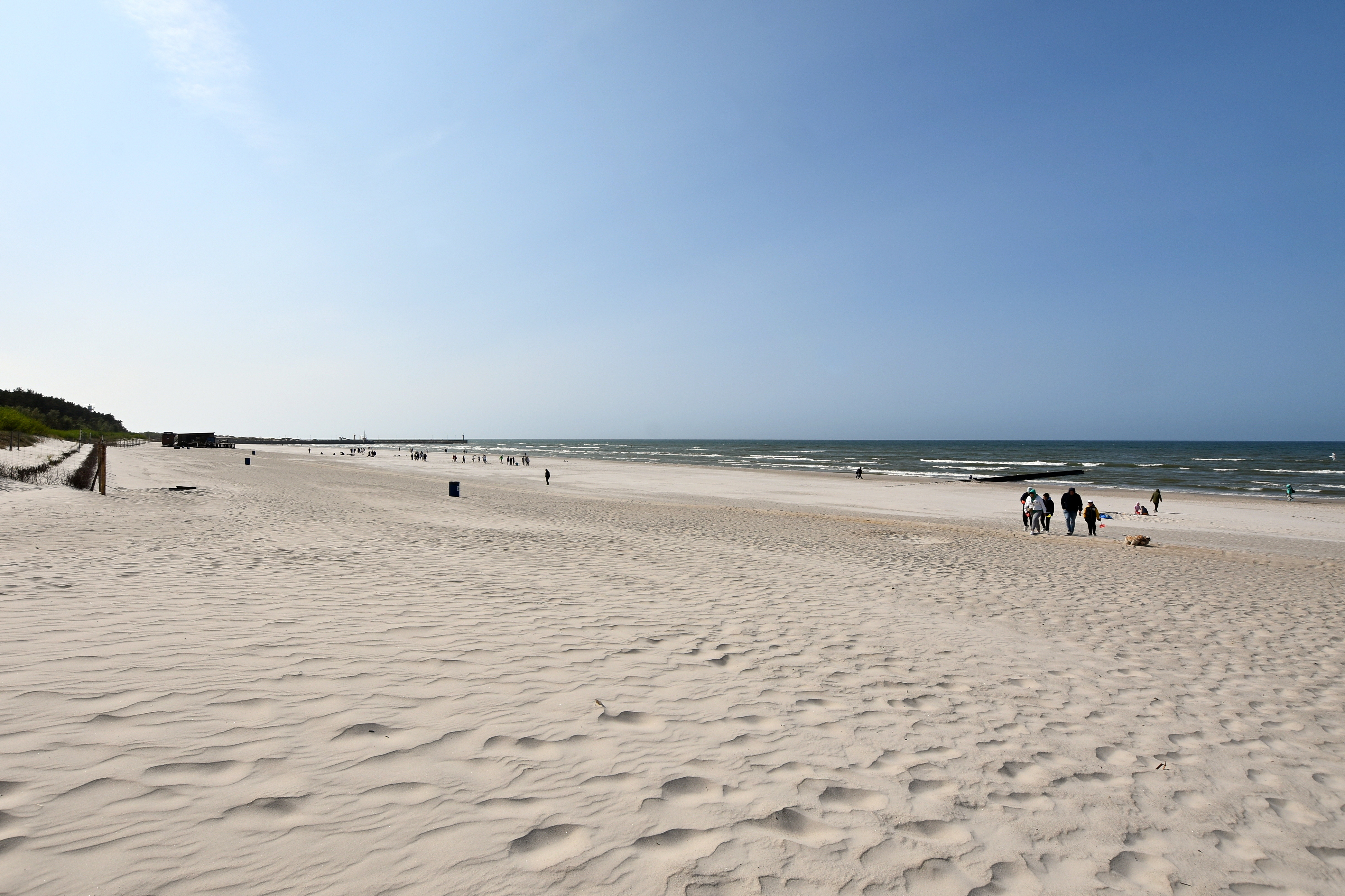
Praia em Łeba
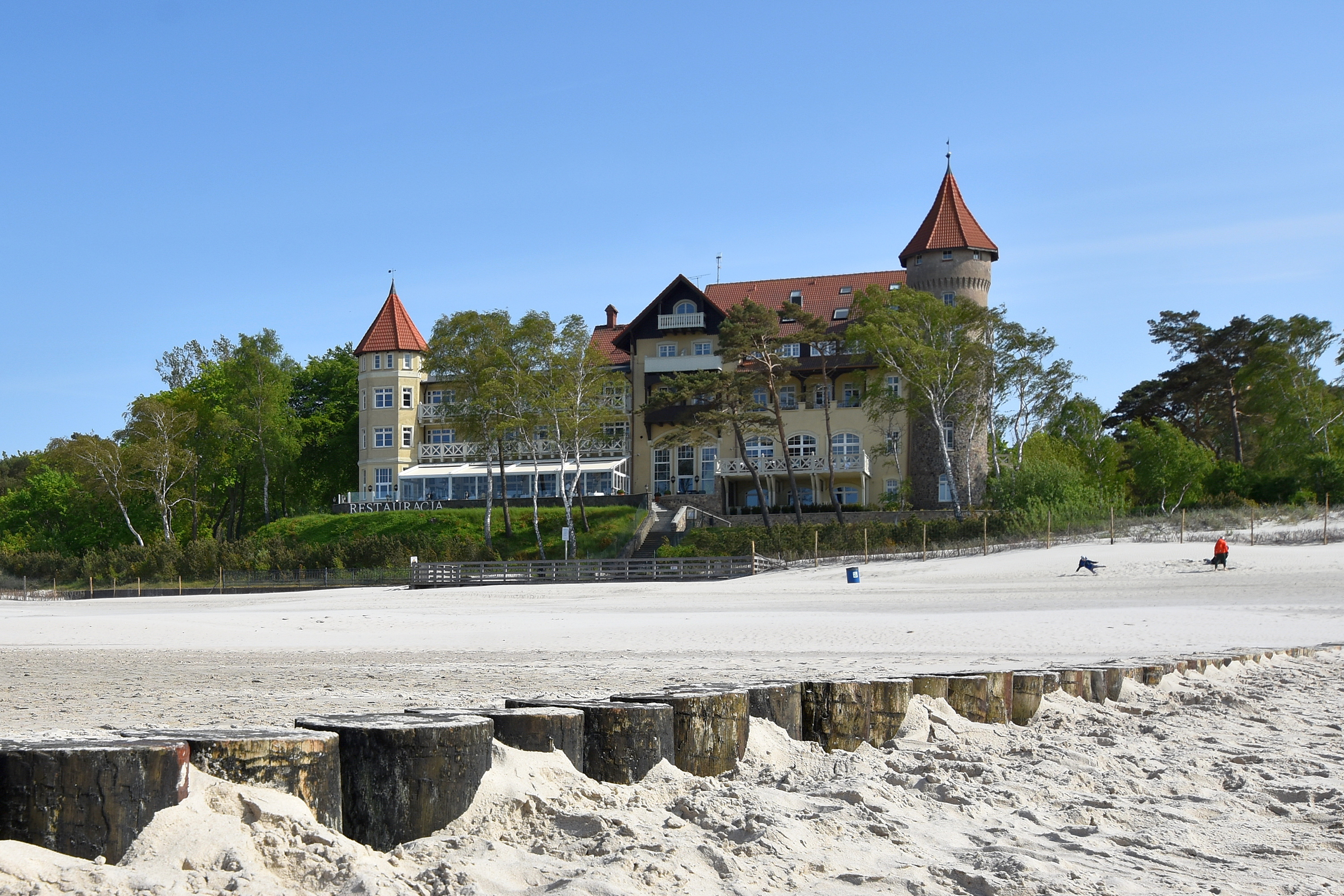
Hotel Neptun na praia
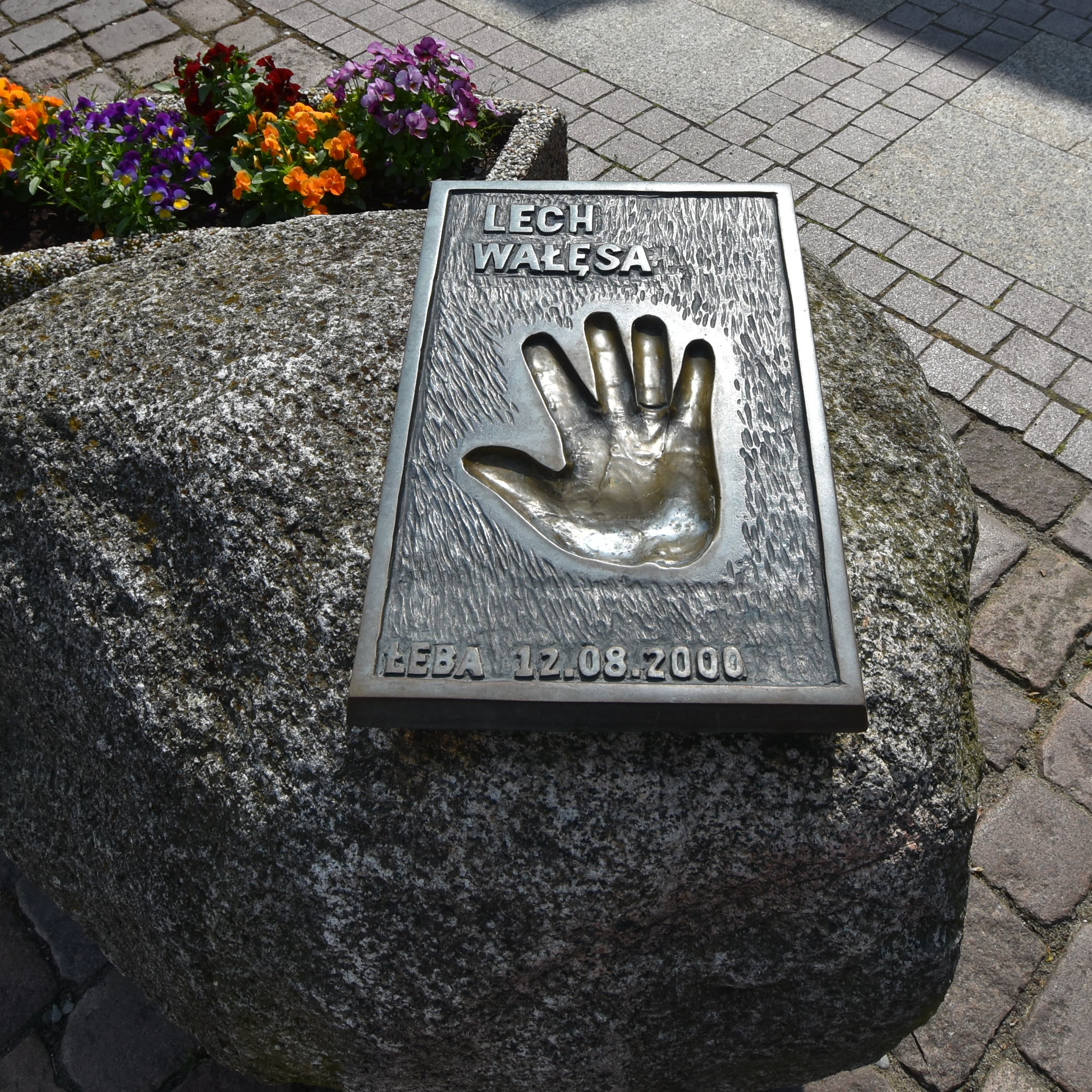
Avenida dos Presidentes Poloneses, Lech Wałęsa
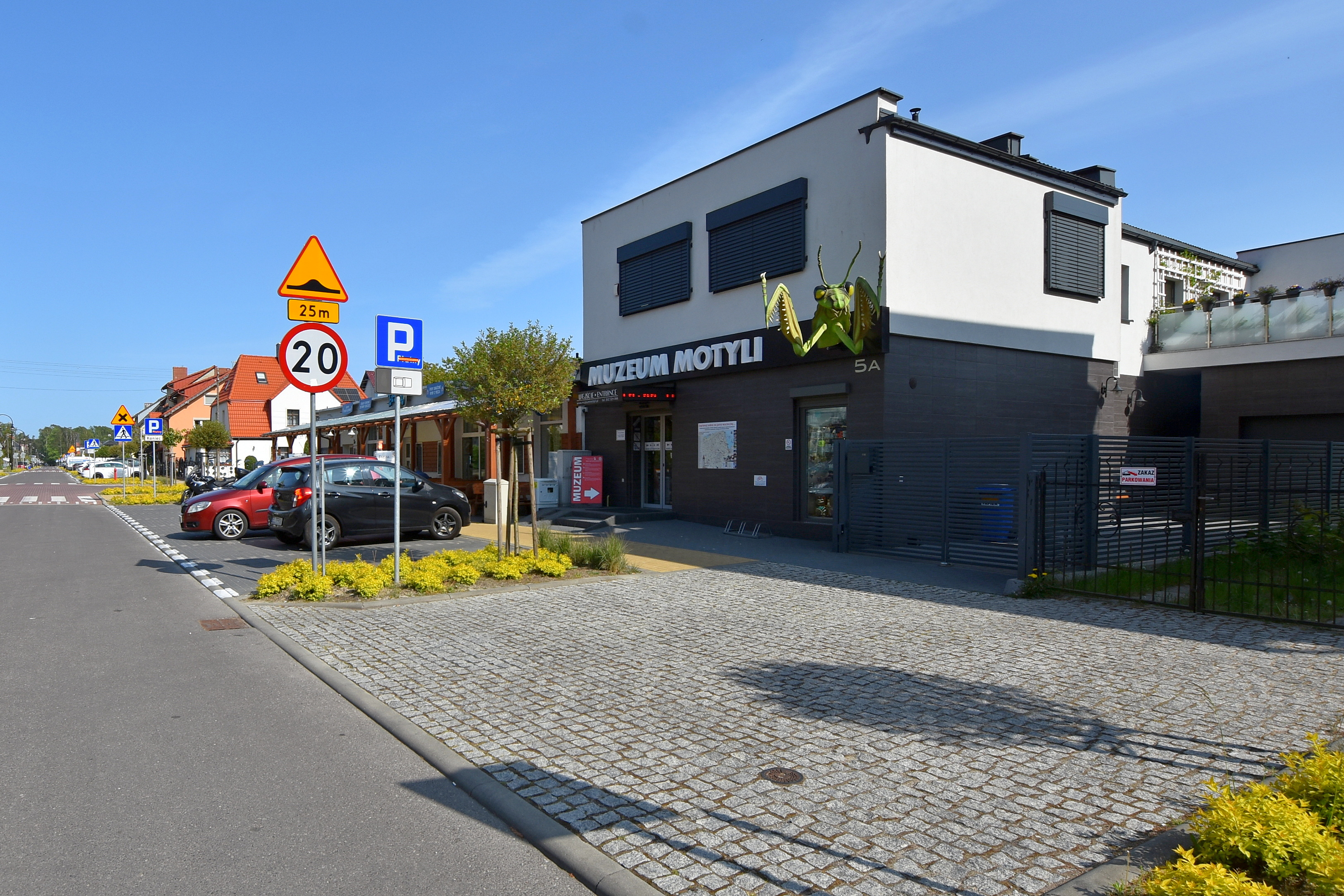
Museu das Borboletas

## Localização
Em 31 de dezembro de 2023, a cidade tinha uma área de 16,6 km². A cidade representa 2,34% da área do condado de Lębork.
Entre 1975 e 1998, a cidade pertenceu administrativamente à voivodia de Słupsk.

## Demografia
Conforme os dados do Escritório Central de Estatística da Polônia (GUS) de 31 de dezembro de 2024, Łeba é uma cidade muito pequena com uma população de 3 029 habitantes (38.º lugar na voivodia da Pomerânia e 725.º na Polônia), tem uma área de 16,6 km² (19.º lugar na voivodia da Pomerânia e 388.º lugar na Polônia) e uma densidade populacional de 183 hab./km² (39.º lugar na voivodia da Pomerânia e 866.º lugar na Polônia). Entre 2002–2024, o número de habitantes diminuiu 22,2%.
Os habitantes de Łeba constituem cerca de 4,76% da população do condado de Lębork, constituindo 0,13% da população da voivodia da Pomerânia.
| Descrição                         | Total      | Total    | Mulheres   | Mulheres | Homens     | Homens   |
| --------------------------------- | ---------- | -------- | ---------- | -------- | ---------- | -------- |
| unidade                           | habitantes | %        | habitantes | %        | habitantes | %        |
| população                         | 3 029      | 100      | 1 577      | 52,1     | 1 452      | 47,9     |
| área                              | 16,6 km²   | 16,6 km² | 16,6 km²   | 16,6 km² | 16,6 km²   | 16,6 km² |
| densidade populacional (hab./km²) | 183        | 183      | 95,3       | 95,3     | 87,7       | 87,7     |

## Recursos naturais

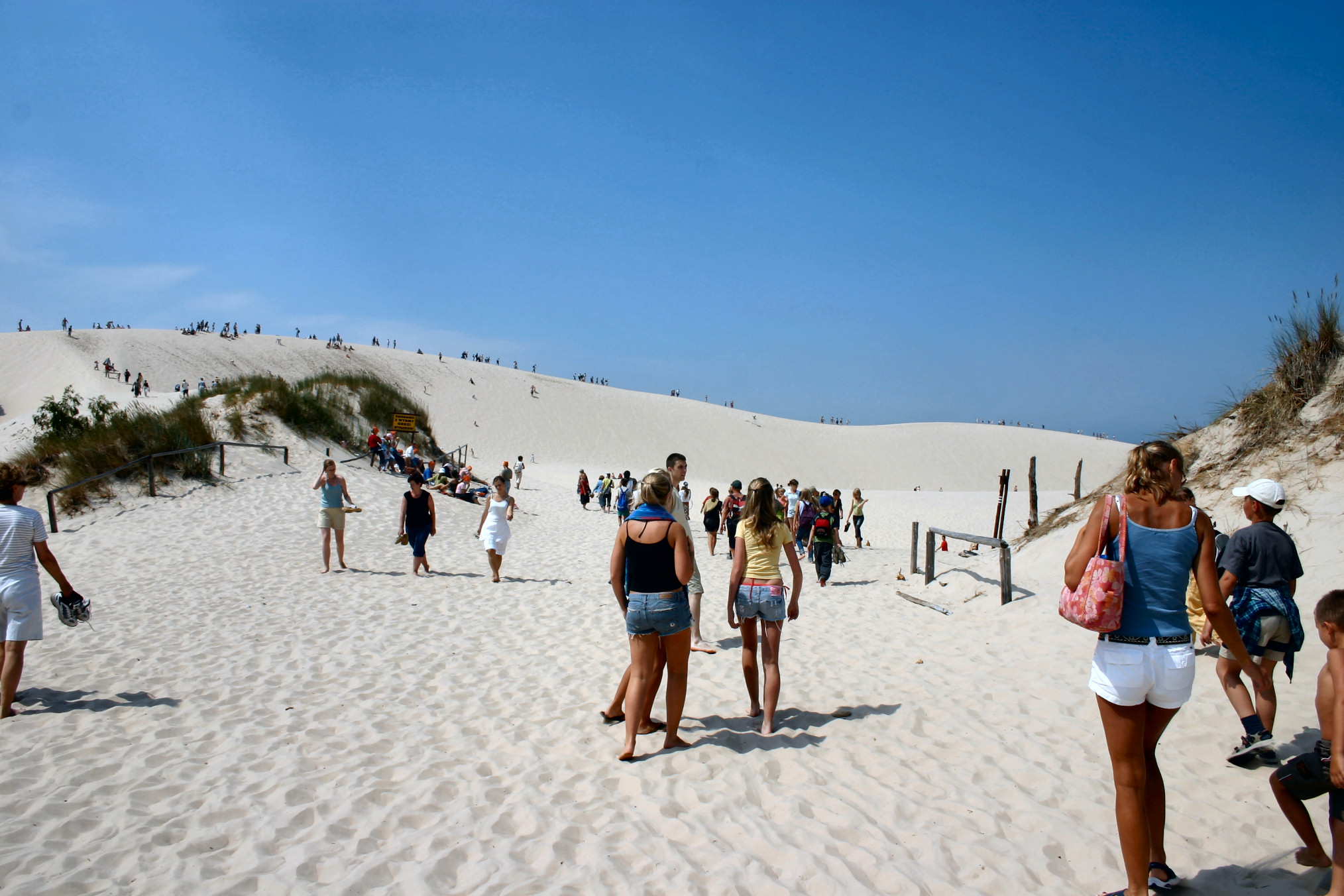
Dunas móveis perto de Łeba

- A oeste da cidade, estende-se o Parque Nacional Słowiński, com suas dunas móveis e os lagos Łebsko e Gardno.
- A leste estão o lago Sarbsko e a Reserva Natural Península de Sarbsko, que foi criada em 1976 e tem a classificação de reserva parcial. Essa reserva se estende pela faixa que separa o mar Báltico do lago Sarbsko. Sua proteção abrange uma área de 546,63 hectares. A altura das dunas arborizadas chega a 24 metros acima do nível do mar.
- As seguintes áreas Natura 2000 foram criadas na área de Łeba:
  - Áreas de proteção especial para pássaros:
    - Przybrzeżne Wody Bałtyku,
    - Ostoja Słowińska,

  - Áreas especiais de proteção de habitat:
    - Mierzeja Sarbska,
    - Ostoja Słowińska.

## Transportes

### Transporte rodoviário
Há apenas duas estradas que levam à cidade: a estrada provincial n.º 214 e a estrada distrital n.º 1302G, que partem de Nowęcin. A cidade tem um rodoanel oeste (rua Świętego Mikołaja). A cidade tem três pontes e três passarelas sobre o rio Łeba. Łeba tem 63 estradas comunais em sua área, designadas com a letra G.
Há vários ônibus de Lębork para a cidade, bem como ônibus de longa distância durante a temporada de férias. De segunda a sábado, os ônibus da PKS Słupsk circulam na linha 400, ligando Łeba a Słupsk.

### Transporte ferroviário

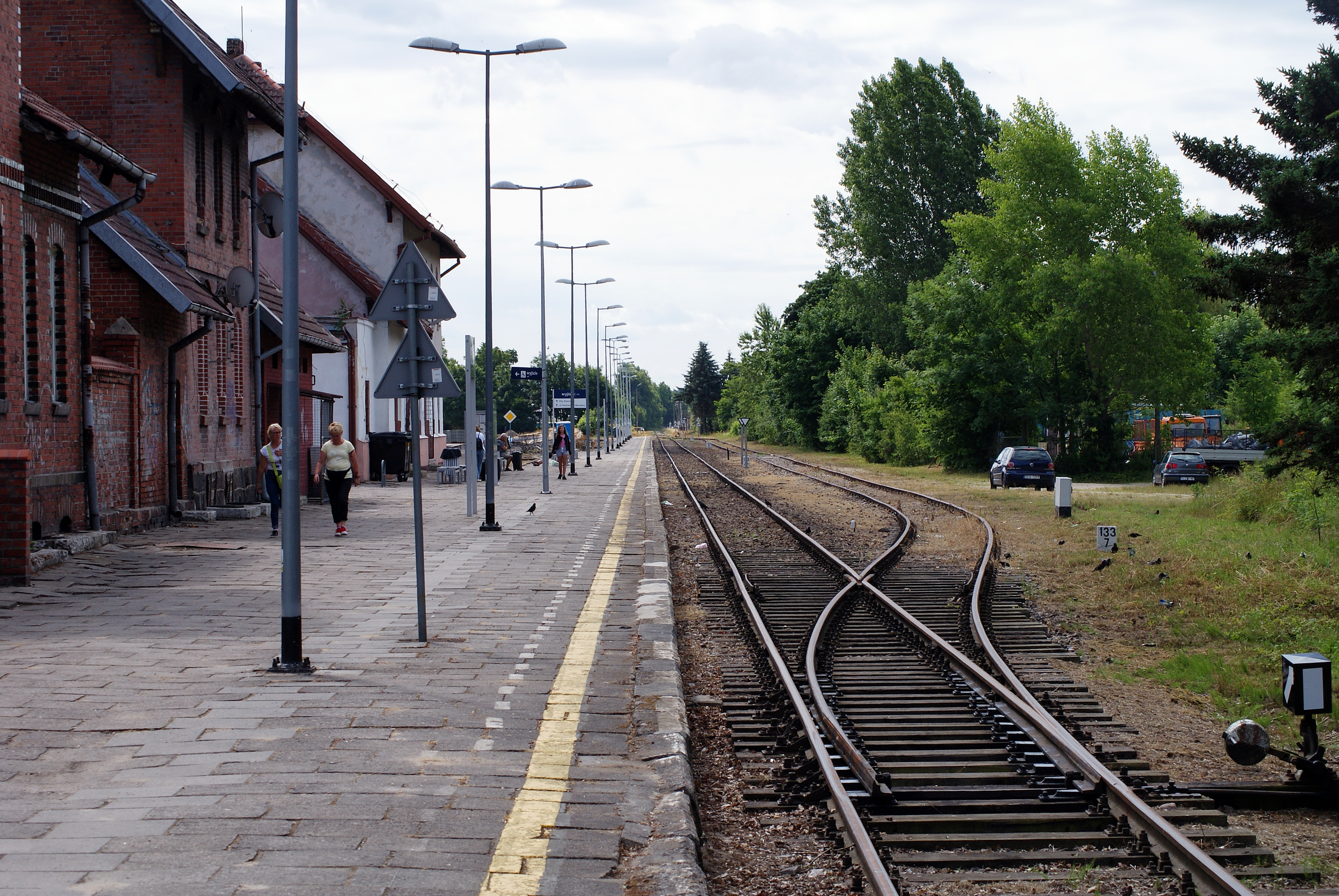
Estação de trem de Łeba

A linha ferroviária 229 termina na cidade, com a estação ferroviária de Łeba localizada na cidade. O tráfego na linha ocorre somente durante os feriados. Ela é servida por duas transportadoras, a Polregio, que opera 6 pares de trens diariamente, incluindo um em um serviço estendido para a estação Gdynia Główna. Os trens TLK da transportadora PKP Intercity também chegam à cidade. Eles podem levá-lo a Lębork, Gdynia, Varsóvia, Cracóvia e até mesmo à Bohumín tcheca via Toruń e Częstochowa.
A estação de trem mais próxima, que fica aberta o ano todo, está localizada na vizinha Lębork. Os trens regionais, IC, TLK, EIP e Skm e, na alta temporada, também o EIC partem da estação.

## Atrações e monumentos históricos

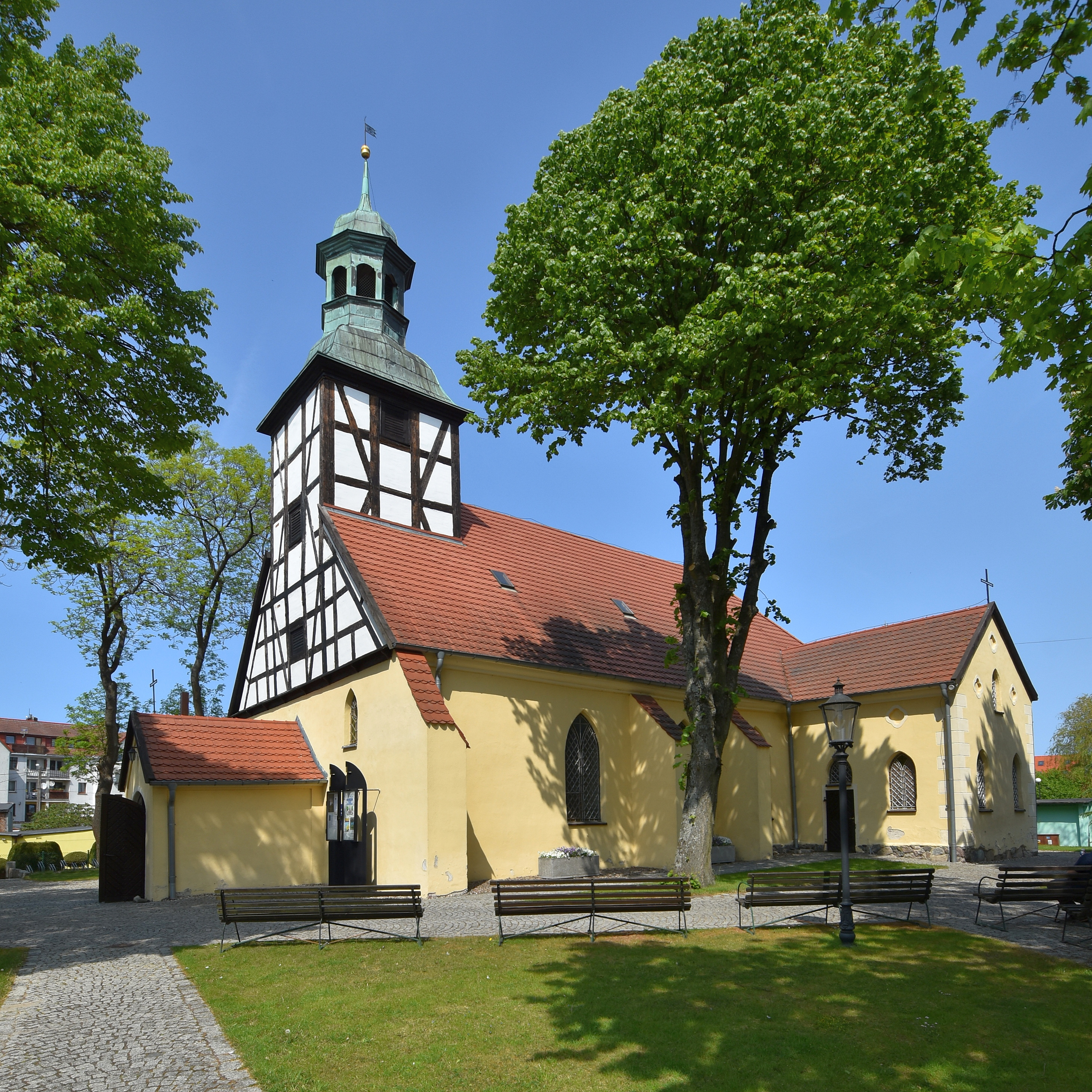
Igreja da Assunção da Bem-Aventurada Virgem Maria

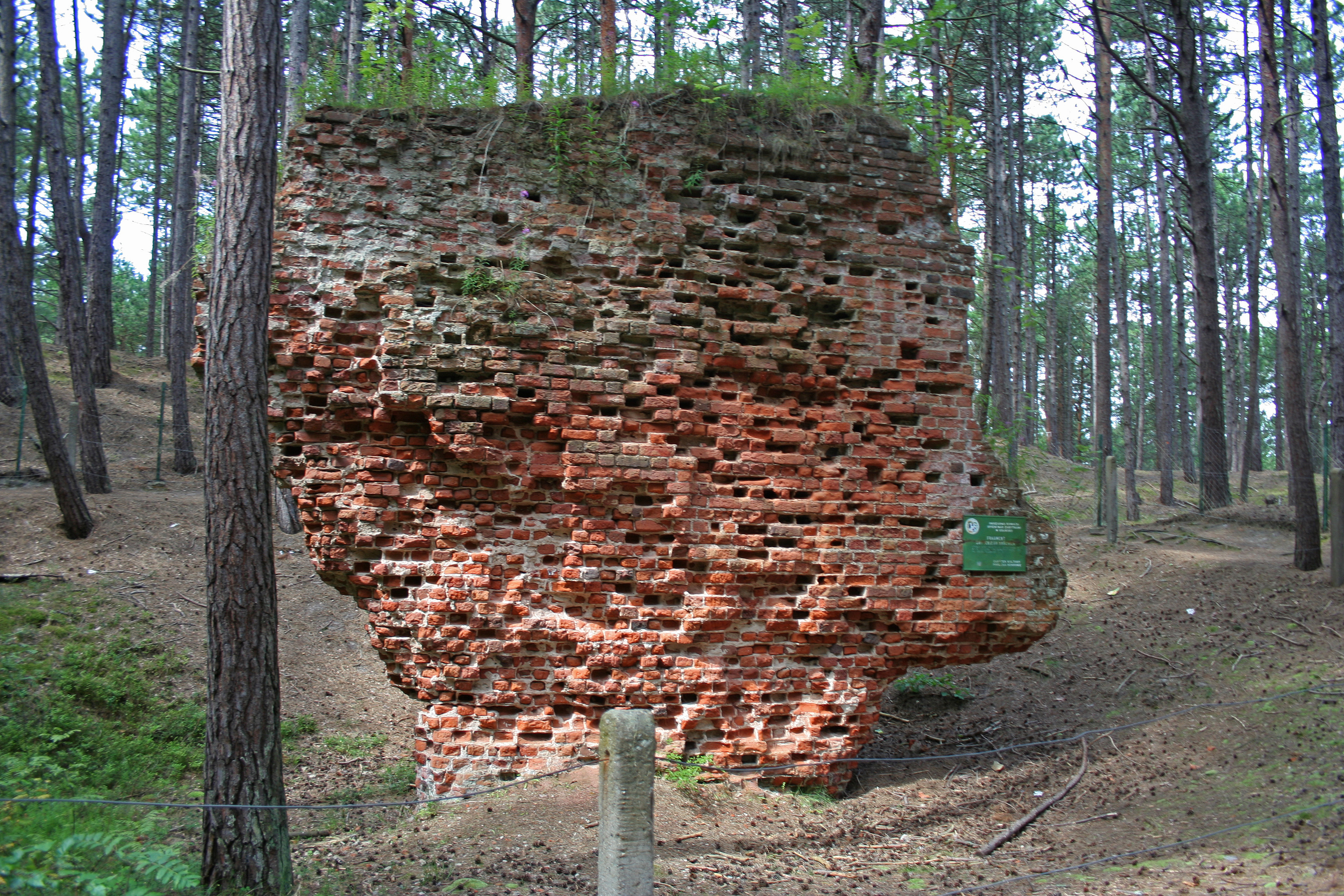
Vestígios da igreja de São Nicolau

O único edifício listado no registro de monumentos históricos é a igreja da Assunção da Bem-Aventurada Virgem Maria, uma igreja barroca de 1683 com uma torre de madeira do século XVIII. Para a construção da igreja, foram usados parcialmente materiais da igreja de São Nicolau, destruída por tempestades em 1558.
- Dunas móveis
- Restos das paredes da igreja gótica de São Nicolau do século XIV (em Stara Łeba) (na margem oeste do rio Łeba).
- Antigas casas de pescadores no canal do porto e na rua principal da cidade.
- Em Rąbka — um distrito de Łeba — no cordão de Łeba, havia um campo de treinamento experimental para as armas de foguete alemãs Rheintochter durante a Segunda Guerra Mundial.
- Canal do porto.[22]
- Museu Marítimo Nacional — uma filial denominada Museu de Arqueologia Subaquática e Pesca do Báltico. Um concurso de projeto arquitetônico foi lançado em 2016[23] e espera-se que seja concluído até 2023.[24] A instalação está em construção.[25]
- Casa das Termas (agora o Hotel Neptun), que data de 1903, tem a forma de um castelo Art Nouveau, com seu corpo dissecado por galerias, janelas salientes e uma torre cilíndrica encimada por uma cúpula cônica.

Um catálogo atualizado de atrações é mantido pela Prefeitura de Łeba no site municipal.

## Turismo
Locais de banho no verão em Łeba:

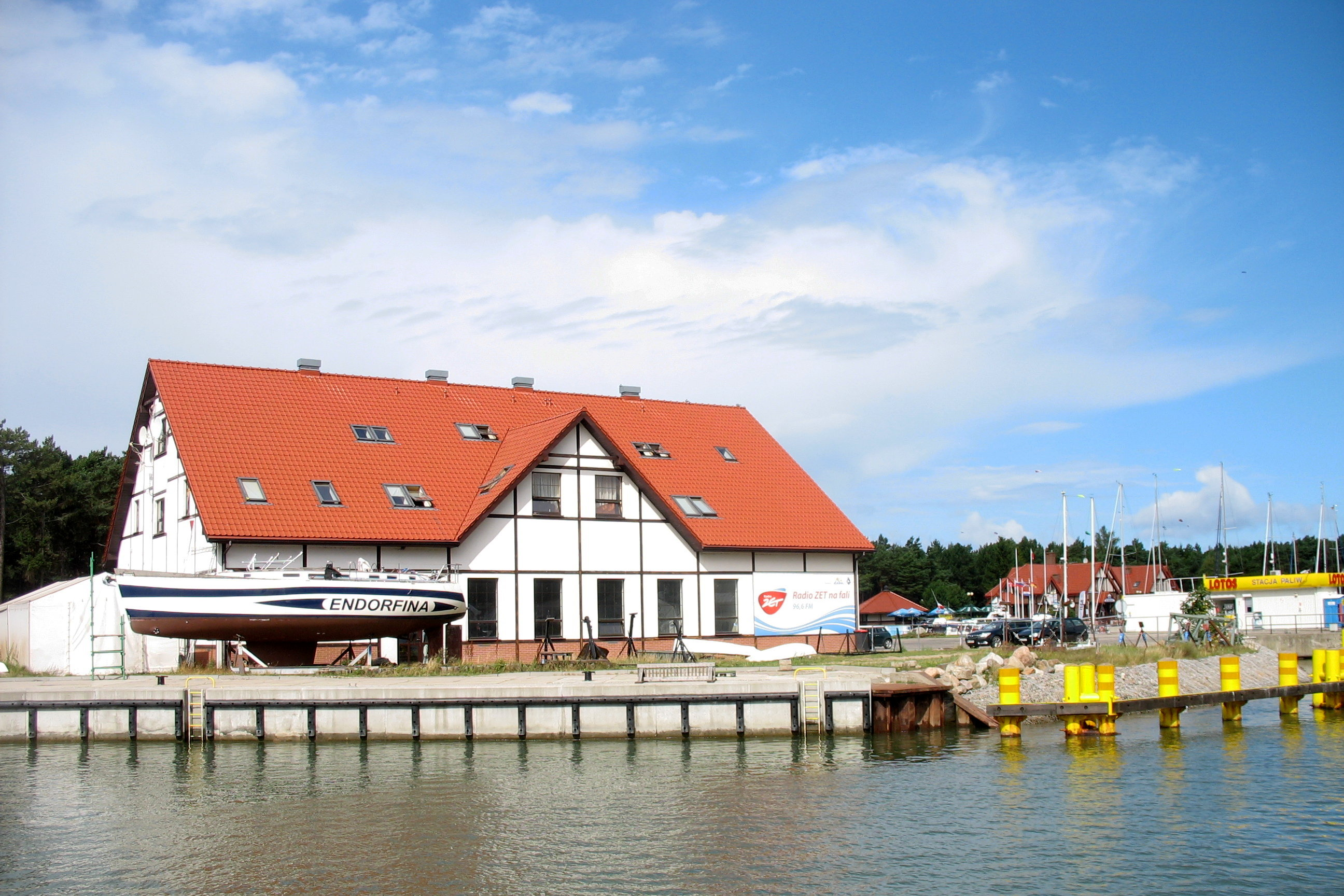
Centro de Serviços Turísticos Marítimos

- Área de banho central na praia “A” — 600 m de costa a partir da altura do Hotel “Neptun” em direção ao quebra-mar leste
- Área de banho “B” — 200 m de linha costeira a partir da entrada da praia nas proximidades da rua Turystyczna em direção ao oeste
- Área de banho na praia “C” — 300 m de costa a partir da entrada da praia perto do Hotel “Leba” em direção ao leste.

Na temporada de verão, Łeba é conectada a Kluki por navios de passageiros.

## Comunidades religiosas
- Igreja Católica de Rito Latino:

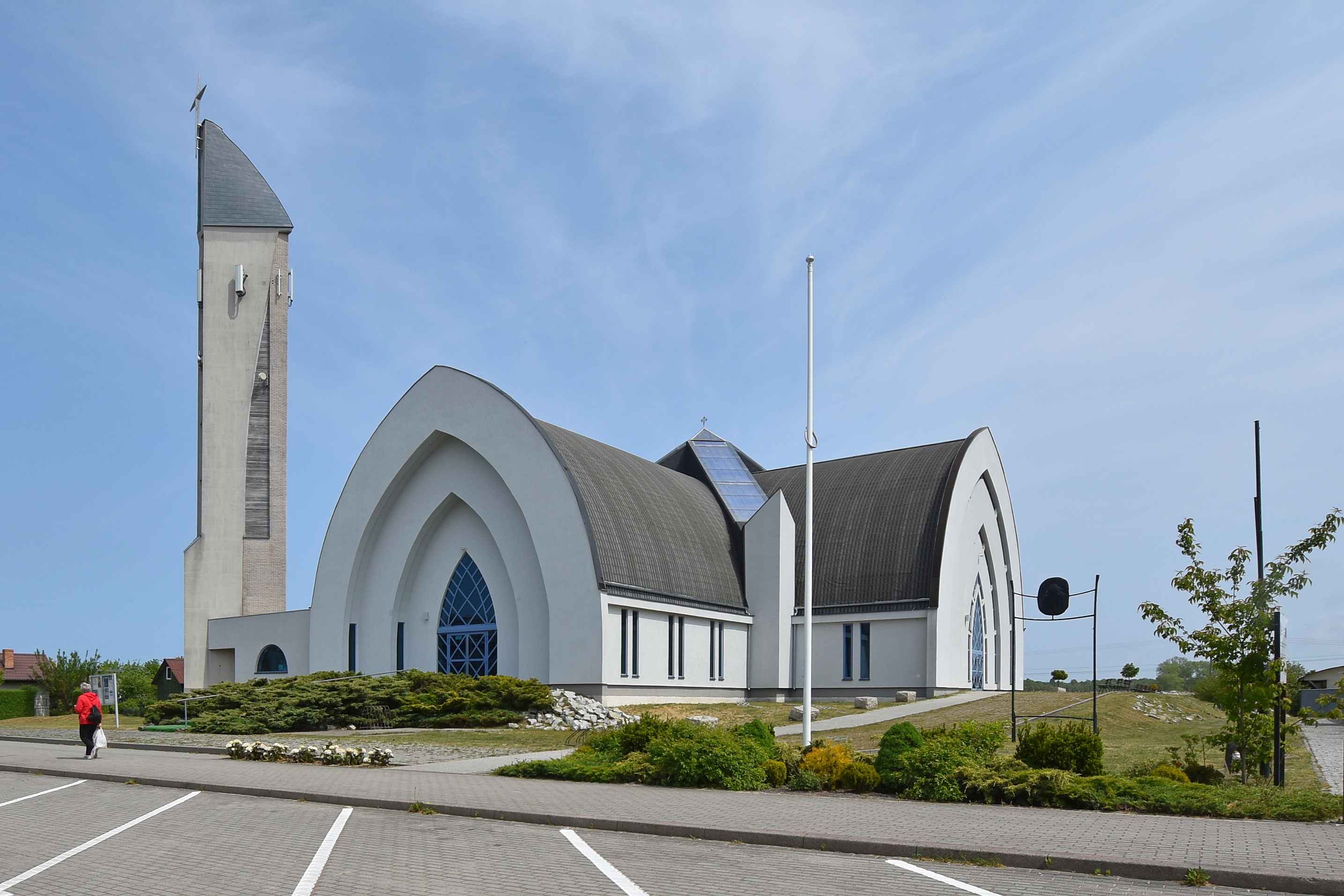
Igreja de São Tiago Apóstolo

  - Paróquia da Assunção da Bem-Aventurada Virgem Maria, rua Powstańców Warszawy, 28[28]
  - Paróquia de São Tiago Apóstolo, avenida św. Jakuba, 25[29]

## Comunas vizinhas
Choczewo, Smołdzino e Wicko